# IC 3028
IC 3028 ist eine Zwerggalaxie vom Hubble-Typ S im Sternbild Jungfrau auf der Ekliptik. Sie ist schätzungsweise 55 Millionen Lichtjahre von der Milchstraße entfernt. Unter der Katalognummer VCC 24 wird sie als Mitglied des Virgo-Galaxienhaufens gelistet.
Das Objekt wurde am 7. Mai 1904 von dem US-amerikanischen Astronomen Royal Harwood Frost entdeckt.